# Romerska inbördeskriget (49–45 f.Kr.)
Romerska inbördeskriget, även kallat Caesars inbördeskrig, varade 49–45 f.Kr. som ett av flera inbördeskrig under den romerska republiken. De stridande parterna bestod av Julius Caesar och pompejanerna under Gnaeus Pompejus Magnus.

## Bakgrund
I april 59 f.Kr. bildade den populäre Pompejus, den förmögne Crassus och den ambitiöse Julius Caesar en politisk allians. Denna allians kallades redan av samtiden för triumviratet och historien kom att kalla den för det första triumviratet. Pompejus gifte sig med Caesars dotter Julia för att ytterligare stärka förbundet. Triumviratet var mycket effektivt och samtliga inblandade lyckades förskansa sig höga ämbetsposter.
Alliansen knakade i fogarna 56 f.Kr. men efter ett hemligt möte i Lucca samma år förnyades den. År 54 f.Kr. dog dock Crassus under ett fälttåg mot partherna, och samma år avled Pompejus hustru, Caesars dotter, i barnsäng. Caesar försökte förnya alliansen med Pompejus genom att erbjuda att denne skulle gifta sig med Caesars släkting Octavia (Octavius syster) men Pompejus vägrade. Triumviratet var därmed till ända. En politisk maktkamp mellan de bägge utbröt. Caesar vägrade att upplösa sina legioner om inte Pompejus gjorde det samma. Alla förhandlingar bröt samman parterna emellan. Det slutade i inbördeskrig då Caesar korsade Rubicon 49 f.Kr.

## Kriget
Pompejus, och de flesta senatorer som stödde honom, retirerade till Brundisium då de ansåg att de vid tidpunkten inte hade trupper nog till att besegra Caesars veteranlegioner. När Caesar påbörjade en belägring av staden flydde de österut mot Macedonia med hjälp av de många fartyg de hade konfiskerat i området . Caesar saknade fartyg för att förfölja pompejanerna.
Caesar sände sin legat Gaius Scribonius Curio med fyra legioner för att pacificera Sardinien och Sicilien, områden som var viktiga för Roms spannmålsproduktion. Cato den yngre, som uppehöll sig på Sicilien, beslutade sig för att retirera från ön då han ej ansåg att han kunde bjuda Curio något motstånd med de trupper han förfogade över. Själv vände Caesar sina blickar mot Hispania där Pompejus hade stort stöd. Caesar krossade motståndet där på drygt en månad. Ungefär samtidigt belägrade Caesars trupper Massalia (dagens Marseille, Frankrike), där invånarna först gav upp, men efter att ha förstört delar av anfallarnas belägringsutrustning, återupptog kampen. Man gjorde också utfall mot delar av Caesars flotta som låg utanför staden. Efter en lång belägring gav dock invånarna upp. Curio, begav sig ungefär samtidigt till Africa med två av de legioner han förfogade över. Här besegrades han av kung Juba som var en anhängare till Pompejus. Caesar avseglade till de östra provinserna där Pompejus och hans anhängare lyckats samla ihop en betydande styrka.
Efter ett misslyckat försök av Caesar att besegra Pompejus i slaget vid Dyrrhachium tvingades han att retirera, utan att Pompejus förföljde honom. Pompejus anhängare var segervissa och ansåg att man nu hade Caesar i sitt grepp, de debatterade redan om vem som skulle få överta hans titel som pontifex maximus, och förespråkade att få till ett avgörande fältslag. I början av augusti gick pompejanerna in i Thessalien (område i nutidens nordöstra Grekland) och sökte upp Caesar. Det avgörande slaget mellan Caesar och Pompejus stod utanför Farsalos den 9 augusti 48 f.Kr. Caesar vann en förkrossande seger med sina, till antalet, underlägsna styrkor.
Pompejus gjorde inga försök att samla de styrkor som lyckades undkomma slagfältet vid Farsalos, utan han bestämde sig för att fly till Egypten. Dock ville Ptolemaios XIII Filopator Filadelfos och förmyndarregenten Pothinus ställa sig in hos Caesar och lät därför mörda Pompejus på hans 58:e födelsedag den 29 september 48 f.Kr. Caesar såg dock fortfarande Pompejus som sin vän och drabbades av stor sorg när han fick se Pompejus huvud. Caesar avrättade sedan Pothinus samt återinsatte Ptolemaios syster, Kleopatra, som drottning.
Pompejus död betydde dock ej att inbördeskriget var till ända. Metellus Scipio, Cato den yngre och andra motståndare till Caesar, bland annat Pompejus den yngre och dennes lillebror Sextus, samlades i den Romerska provinsen Africa och förberedde här sitt motstånd. De blev besegrade i slaget vid Thapsus 46 f.Kr. Metellus Scipio och Cato tog sina liv efter förlusten. De pompejaner som lyckades fly efter slaget var bland annat Pompejus den yngre, Sextus Pompejus och Caesars förre legat Titus Labienus. De fortsatte sitt motstånd i Hispania där det sista och avgörande slaget i inbördeskriget stod utanför staden Munda (dagens södra Spanien) 17 mars 45 f.Kr.
Efter slaget lämnade Caesar kvar sin legat Quintus Fabius Maximus för att belägra Munda och pacificerade själv resten av provinsen. Pompejus den yngre tillfångatogs kort efter slaget och avrättades för förräderi. Efter slaget vid Munda fanns inget organiserat motstånd kvar mot Caesar.

## Efterspel
Efter sitt återtåg till Rom utropades Julius Caesar till diktator på livstid. Några månader senare, 15 mars 44 f.Kr., mördades han dock av en grupp sammansvurna senatorer, många av dem personer Caesar skonat under inbördeskriget. Istället för att säkra republiken, som konspiratörerna hade hoppats på, utlöste Caesars mord en maktkamp som ironiskt nog resulterade i slutet för den Romerska republiken och början på Augustus tid som kejsare och envåldshärskare i det Romerska kejsardömet.

## Andra artiklar relaterade till inbördeskrig under Romerska republiken
- Första slavkriget: 135 f.Kr. – 132 f.Kr. på Sicilien, lett av Eunus och Cleon.
- Andra slavkriget: 104 f.Kr. – 103 f.Kr. på Sicilien, lett Athenion och Tryphon.
- Tredje slavkriget (även kallat Spartacusupproret och Gladiatorkriget): 73 f.Kr. – 71 f.Kr. i Italien, lett av Spartacus.
- Lucius Cornelius Sulla Felix
- Gaius Marius